# 3ª Mostra internazionale d'arte cinematografica di Venezia
La 3ª edizione della Mostra internazionale d'arte cinematografica di Venezia si ebbe a Venezia, Italia, dal 10 agosto al 1º settembre del 1935. Fu la prima edizione diretta da Ottavio Croze che manterrà l'incarico fino al 1942. Da questa edizione, per decreto governativo, la mostra divenne annuale e il premio per le migliori interpretazioni presero il nome di Coppa Volpi. Aumentò il numero di film e dei paesi partecipanti ma fino al dopoguerra non parteciperanno più i film sovietici. Come le edizioni precedenti, la mostra venne ospitata sulla terrazza dell'hotel Excelsior (l'anno successivo iniziarono i lavori di costruzione del Palazzo del Cinema, progettato da Luigi Quagliata, per avere una sede più adatta). Vi parteciparono anche Greta Garbo e la ballerina Joséphine Baker, che arrivò sull'onda mediatica dei suoi spettacoli parigini.

## Commissione Internazionale della Mostra (giuria)
- Giuseppe Volpi (Italia) (presidente)
- Charles Delac (Francia)
- Ryszard Ordyński (Polonia)
- Fritz Scheuermann (Germania)
- Louis Villani (Ungheria)
- Luigi Freddi (Italia)
- Antonio Maraini (Italia)
- Filippo Sacchi (Italia)
- Ottavio Croze (Italia)
- Raffaele Calzini (commissario aggiunto)
- Gino Damerini (commissario aggiunto)
- Giovanni Dettori (commissario aggiunto)
- Eugenio Giovannetti (commissario aggiunto)
- Mario Gromo (commissario aggiunto)
- Giacomo Paulucci di Calboli (commissario aggiunto)
- Elio Zorzi (commissario aggiunto)

## Film in concorso

### Austria
- Episodio (Episode), regia di Walter Reisch
- Il re dei commedianti (...nur ein Komödiant), regia di Erich Engel
- L'orma del diavolo (Der zerbrochene Krug), regia di Gustav Ucicky e Emil Jannings
- Vorstadtvarieté, regia di Werner Hochbaum
- Corpus domini (cortometraggio)
- Das österreichische barock (cortometraggio)
- Das österreichische theater im wandel der zeiten, regia di Hans Ludwig Bohm (cortometraggio)

### Cecoslovacchia
- La romanza dei Tatra (Tatranská romance), regia di Josef Rovenský
- E la vita continua (A zivot jde dál), regia di Carl Junghans, F.W. Kraemer e Václav Kubásek
- Tiremmolla (Hej-Rup!), regia di Martin Frič

### Francia
- Delitto e castigo (Crime et Châtiment), regia di Pierre Chenal
- La signora dalle camelie (La Dame aux camélias), regia di Abel Gance e Fernand Rivers
- Viaggio imprevisto (Le Voyage imprévu), regia di Jean de Limur
- Tovaritch, regia di Jacques Deval, Germain Fried, Jean Tarride e Victor Trivas
- Marie des Angoisses, regia di Michel Bernheim
- Il giglio insanguinato (Maria Chapdelaine), regia di Julien Duvivier
- Itto, regia di Jean Benoît-Lévy e Marie Epstein
- Il più bel sogno (Le Bonheur), regia di Marcel L'Herbier
- La Mascotte, regia di Léon Mathot
- En avion, regia di Marcel de Hubsch (cortometraggio)
- La Voix (cortometraggio)
- L'Hippocampe, regia di Jean Painlevé (cortometraggio)
- Le Mont-Saint-Michel, regia di Maurice Cloche (cortometraggio)
- La Vieux château, regia di Henri Cerruti (cortometraggio)
- Marinot, le verrier, regia di Jean Benoît-Lévy (cortometraggio)
- Normandie (cortometraggio)
- Trois minutes (cortometraggio)

### Germania
- Hermine und die sieben Aufrechten, regia di Frank Wisbar
- Peer Gynt, regia di Fritz Wendhausen
- Ich für dich, du für mich, regia di Carl Froelich
- I due re (Der alte und der junge König), regia di Hans Steinoff
- Il trionfo della volontà (Triumph des Willens), regia di Leni Riefenstahl
- Il poliziotto Schwenke (Oberwachtmeister Schwenke), regia di Carl Froelich
- Regina (Regine), regia di Erich Waschneck
- Il figliuol prodigo (Der verlorene Sohn), regia di Luis Trenker
- Das geraubte herz, regia di Lotte Reiniger (cortometraggio)
- Der ameinsenstaat (cortometraggio)
- Der König des Waldes (cortometraggio)
- Leben unterdem eis (cortometraggio)
- Schmetterlingsleben (cortometraggio)
- Symphonie in blau, regia di Oskar Fischinger (cortometraggio)

### Italia
- Amore, regia di Carlo Ludovico Bragaglia
- Casta diva di Carmine Gallone
- Darò un milione, regia di Mario Camerini
- Freccia d'oro, regia di Piero Ballerini e Corrado D'Errico
- Passaporto rosso, regia di Guido Brignone
- Le scarpe al sole, regia di Marco Elter
- Alle madri d'Italia (cortometraggio)
- Il museo dell'amore, regia di Mario Baffico (cortometraggio)
- Lo stato corporativo (cortometraggio)
- Maratona bianca, regia di Alessandro Previtera (cortometraggio)
- Riscatto (cortometraggio)

### Paesi Bassi
- Op hoop van zegen, regia di Alex Benno
- Onde stadt, regia di Will Tuschinsky e Theo Gusten (cortometraggio)

### Palestina
- L'Chayim Hadashim, regia di Judah Lehmann

### Polonia
- Il giorno della grande avventura (Dzien wielkiej przygody), regia di Joseph Lejtes

### Regno Unito
- Non mi sfuggirai (Escape Me Never), regia di Paul Czinner
- Bozambo, il gigante nero (Sanders of the River), regia di Zoltán Korda
- The Student's Romance, regia di Otto Kanturek
- Shipyard, regia di Paul Rotha (cortometraggio)
- Dockyard (cortometraggio)
- The Private Life of the Gannets, regia di Julian Huxley (cortometraggio)

### Stati Uniti d'America
- Anna Karenina, regia di Clarence Brown
- Barcarola (cortometraggio)
- Becky Sharp, regia di Rouben Mamoulian
- Black Fury, regia di Michael Curtiz
- Strettamente confidenziale (Broadway Bill), regia di Frank Capra
- Sui mari della Cina (China Seas), regia di Tay Garnett
- Pasticciopoli (The Cookie Carnival), regia di Ben Sharpsteen (cortometraggio)
- Riccioli d'oro (Curly Top), regia di Irving Cummings
- La nave di Satana (Dante's Inferno), regia di Harry Lachman
- Fish from Hell (cortometraggio)
- Folies Bergère (Folies Bergère de Paris), regia di Roy Del Ruth
- Italian Caprice (cortometraggio)
- La Cucaracha, regia di Lloyd Corrigan (cortometraggio)
- Mediterranean Song (cortometraggio)
- Topolino meccanico (Mickey's Service Station), regia di Ben Sharpsteen (cortometraggio)
- I ragazzi della via Paal (No Greater Glory), regia di Frank Borzage
- Tappa Kliou, regia di Henri de La Falaise (cortometraggio)
- Fanfara (The Band Concert), regia di Wilfred Jackson (cortometraggio)
- I crociati (The Crusades), regia di Cecil B. DeMille
- Capriccio spagnolo (The Devil is a Woman), regia di Josef von Sternberg
- Re Mida (The Golden Touch), regia di Walt Disney (cortometraggio)
- Il traditore (The Informer), regia di John Ford
- Davide Copperfield (The Personal History, Adventures, Experience, & Observation of David Copperfield the Younger), regia di George Cukor
- Il piccolo brigante (The Robber Kitten), regia di David Dodd Hand (cortometraggio)
- Notte di nozze (The Wedding Night), regia di King Vidor
- Giochi nell'acqua (Water Babies), regia di Wilfred Jackson (cortometraggio)
- When the Cat's Away, regia di Rudolf Ising e Hugh Harman (cortometraggio)

### Svezia
- Gli Swedenhielms (Swedenhielms), regia di Gustaf Molander
- Havet lockar, regia di Per G. Holmgren (cortometraggio)
- Nordens Venedig (cortometraggio)
- Sung under jegel (cortometraggio)

### Svizzera
- La maschera eterna (Die ewige maske), regia di Werner Hochbaum

### Ungheria
- Sogni d'amore (Szerelmi álmok), regia di Heinz Hille
- Kleine Mutti, regia di Henry Koster
- Budapest (cortometraggio)
- Halilali (cortometraggio)
- Il villaggio ungherese (cortometraggio)
- La festa di Santo Stefano (cortometraggio)

## Premi

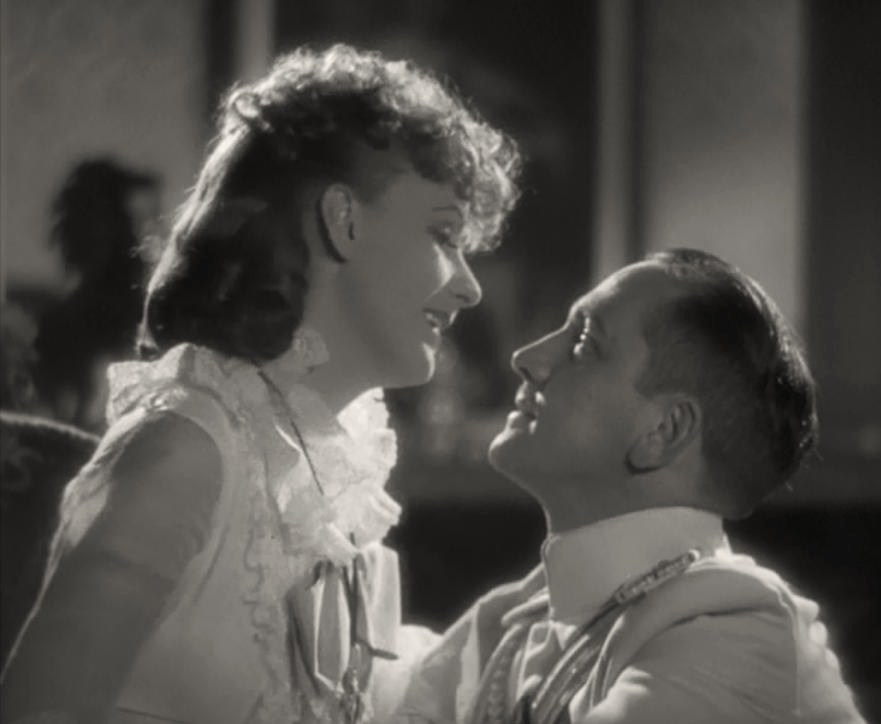
Greta Garbo e Fredric March in Anna Karenina

- Coppa Mussolini per il miglior film italiano: Casta diva di Carmine Gallone
- Premio per il miglior film straniero: Anna Karenina di Clarence Brown
- Coppa per il miglior film a colori: Becky Sharp di Rouben Mamoulian
- Coppa per la migliore regia: King Vidor per Notte di nozze (The Wedding Night)
- Coppa Volpi per la migliore interpretazione femminile: Paula Wessely per Episodio (Episode)
- Coppa Volpi per la migliore interpretazione maschile: Pierre Blanchar per Delitto e castigo (Crime et Châtiment)
- Coppa della Biennale: Sogni d'amore (Szerelmi álmok) di Heinz Hille
- Coppa della Biennale per il miglior documentario: Riscatto
- Coppa del Partito Nazionale Fascista per il miglior film italiano: Passaporto rosso
- Coppa del Partito Nazionale Fascista per il miglior film straniero: I ragazzi della via Paal
- Coppa per il miglior commento musicale: Mischa Spoliansky per Bozambo, il gigante nero (Sanders of the River)
- Miglior Fotografia: Josef von Sternberg per Capriccio spagnolo (The Devil is a Woman)
- Medaglia per il miglior disegno animato: Fanfara (The Band Concert) di Wilfred Jackson
- Menzione Speciale: Der ameinsenstaat, Halilali, The Private Life of the Gannets, Viaggio imprevisto (Le Voyage imprévu), Il giglio insanguinato (Maria Chapdelaine), Hermine und die sieben Aufrechten, Op hoop van zegen